# Вураки, Андрей Фёдорович
Андре́й Фёдорович Вура́ки (13 декабря 1922, Крымская АССР — 10 декабря 2008, Москва) — советский военачальник, командир 1-го корпуса ПВО особого назначения (1966—1970), начальник штаба — первый заместитель командующего 1-й армией ПВО Особого назначения ордена Ленина Московского округа ПВО (1970—1974), генерал-майор.

## Биография
Родился 13 декабря 1922 года в городе Ялта Крымской АССР (ныне — Республики Крым) в семье потомственных моряков и рыбаков. Отец — Вураки Фёдор Андреевич по национальности грек, мать — Вураки Анна Михайловна — русская.
До 1929 года семья проживала в Ялте, с 1929 по 1933 год — в городе Сухум Социалистической Советской Республики Абхазия (с 1931 года — Абхазской АССР, ныне — Республики Абхазия), а с 1933 года — в городе Батум (с 1936 года — Батуми) Аджарской АССР (ныне — Аджарии).
В июне 1941 года окончил среднюю школу № 17 в Батуми. О начале Великой Отечественной войны узнал 22 июня, на выпускном вечере. Будучи кандидатом в курсанты Севастопольского высшего военно-морского училища имени Фрунзе, поступить в училище не успел, так как оно эвакуировалось из Севастополя в Ростов-на-Дону. В июле 1941 года поступил в Севастопольское училище зенитной артиллерии (СУЗА), которое окончил в июле 1942 года в городе Уфа и получил воинское звание «лейтенант».
По окончании СУЗА в июле — октябре 1942 года служил командиром взвода 225-го зенитного артиллерийского полка в городе Чита. В октябре 1942 — марте 1943 года — командир взвода, а в марте — октябре 1943 года — командир батареи 10-го учебного зенитного артиллерийского полка Пензенского учебного лагеря Зенитной артиллерии Красной Армии (ЗА КА). В 1943 году вступил в ВКП(б)/КПСС.
С октября 1943 по март 1945 года — командир зенитной артиллерийской батареи 1999-го зенитного артиллерийского полка (зенап) 68-й зенитной артиллерийской дивизии (зенад) Резерва Главного командования (РГК) (до апреля 1944 года — Пензенский учебный лагерь ЗА КА). 25 июля 1944 года подо Львовом был легко ранен.
С апреля 1944 года — в действующей армии: 68-я зенад входила в состав войск 1-го Украинского флота и до июля 1944 года находилась в оперативном подчинении 38-й общевойсковой армии. С июля 1944 года 68-я зенад вошла в боевой состав 4-й танковой армии и до конца войны выполняла боевые задачи по противовоздушной обороне войск армии: во Львовско-Сандомирской (13.07. — 29.08.1944); Висло-Одерской (12.01. — 03.02.1945); Нижне-Силезской (08 — 24.02.1945); Верхне-Силезской (15 — 31.03.1945); Берлинской (16.04 — 06.05.1945) и Пражской (06 — 11.05.1945) операциях.
26 января 1945 года в ходе боя при форсировании реки Одер Висло-Одерской операции батарея под командованием старшего лейтенанта А. Ф. Вураки огнём по наземным и воздушным целям противника уничтожила 2 пулемётных точки и сбила 2 самолёта противника. Обеспечив наведение переправы и переправу советских войск, батарея Вураки форсировала реку и продолжала вести бой на уничтожение живой силы противника. За проявленный героизм и бесстрашие в бою при форсировании реки Одер, выход на плацдарм и его удержание А. Ф. Вураки был представлен к званию Героя Советского Союза. Однако, несмотря на то, что представление было поддержано командующим 4-й танковой армией генерал-полковником Д. Д. Лелюшенко и командующим артиллерией 1-го Украинского фронта генерал-полковником артиллерии С. С. Варенцовым, А. Ф. Вураки в итоге был награждён орденом Красного Знамени.
С марта по октябрь 1945 года — командир 4-й батареи 432-го гвардейского зенитного артиллерийского полка 6-й гвардейской зенитной артиллерийской дивизии 4-й танковой армии в городе Либушин (Чехословакия), старший лейтенант. На боевом счету батареи: 11 сбитых и 6 подбитых немецких самолётов ФВ-190 и Ме-109; уничтоженных бронетранспортёров — 4; автомашин — 6; огневых точек — 3; живой силы противника — 111 человек; взято в плен — 65 человек. Всего в годы Великой Отечественной войны был награждён тремя боевыми орденами и тремя боевыми медалями.
С октября 1945 по май 1948 года — заместитель начальника школы сержантского состава 6-й гвардейской зенитной артиллерийской дивизии 4-й танковой армии в составе Группы советских оккупационных войск в Германии.
С мая 1948 по май 1949 года — помощник по самоходной зенитной артиллерии (СЗА) начальника отдела боевой подготовки зенитной артиллерии 16-го зенитного артиллерийского корпуса ПВО в городе Ленинграде (ныне — Санкт-Петербург). В мае 1949 — октябре 1950 года — заместитель начальника штаба 1176-го зенитного артиллерийского полка, а в октябре 1950 — апреле 1952 года — командир дивизиона 1183-го зенитного артиллерийского полка 42-й зенитной артиллерийской дивизии ПВО Ленинградского района. В апреле 1952 — апреле 1953 года — заместитель командира 1182-го зенитного артиллерийского полка. В апреле 1953 — апреле 1954 года — старший помощник начальника штаба артиллерии по СЗА Управления зенитной артиллерии, а в апреле — сентябре 1954 года — старший офицер отдела боевой подготовки штаба Управления командующего зенитной артиллерией ПВО Ленинградского района — особой Ленинградской армии ПВО. В августе 1954 года поступил в Военную артиллерийскую командную академию в Ленинграде (ныне — Михайловская военная артиллерийская академия), которую окончил в апреле 1958 года.
В апреле 1958 — сентябре 1959 года — командир 754-го зенитного ракетного полка 1-й армии ПВО Особого назначения (1А ПВО ОсН) Московского округа ПВО в городе Наро-Фоминск Московской области. В сентябре 1959 — июле 1961 года — начальник оперативного отдела — заместитель начальника штаба 17-го корпуса ПВО 1А ПВО ОсН (штаб корпуса — в городе Одинцово Московской области). В июле 1961 — августе 1963 года — начальник оперативного отдела — заместитель начальника штаба 1А ПВО ОсН (штаб армии — в городе Балашиха Московской области).
В августе 1963 — октябре 1966 года — заместитель командира, а с октября 1966 по апрель 1970 года — командир 1-го корпуса ПВО 1А ПВО ОсН (штаб корпуса — в деревне Петровское Ленинского района Московской области). Указом Президиума Верховного Совета СССР от 22 февраля 1968 года за освоение нового вооружения и успехи соединения в боевой и политической подготовке награждён вторым орденом Красного Знамени.
В апреле 1970 — декабре 1974 года — начальник штаба — первый заместитель командующего 1-й армией ПВО Особого назначения ордена Ленина Московского округа ПВО.
В декабре 1975 — октябре 1981 года — старший преподаватель кафедры противовоздушной обороны, а в октябре 1981 — августе 1987 года — старший преподаватель кафедры оперативного искусства Военной академии Генерального штаба Вооружённых Сил СССР имени К. Е. Ворошилова (ныне — Военная академия Генерального штаба Вооружённых Сил Российской Федерации).
С августа 1987 года генерал-майор А. Ф. Вураки — в запасе (по возрасту), а затем — в отставке.
Активный участник ветеранского движения. Являлся председателем Совета ветеранов 6-й гвардейской дивизии, членом Совета ветеранов 4-й танковой армии, председателем комиссии по ветеранам Московского общества греков.
Жил в Москве. Умер 10 декабря 2008 года. Похоронен в Москве на Алексеевском кладбище.
Генерал-майор артиллерии (07.05.1966). Генерал-майор (26.04.1984).

## Награды
- Орден Дружбы (31.07.2003)[2] — за достигнутые трудовые успехи и многолетнюю плодотворную работу;
- 2 ордена Красного Знамени (11.04.1945[3]; 22.02.1968);
- орден Александра Невского (26.04.1945[4]);
- ордена Отечественной войны 1-й (11.03.1985) и 2-й (12.08.1944)[5] степеней;
- 2 ордена Красной Звезды (30.12.1956; 03.03.1987);
- орден «За службу Родине в Вооружённых Силах СССР» 3-й степени (30.04.1975);
- медали СССР и Российской Федерации;
- Чехословацкий военный крест 1939 года (вручен 8 мая 1947 года).

## Семья
Жена — Елена Александровна Вураки (дев. Гегечкори) (22.09.1924 — 31.01.1993).
Сын — Константин Андреевич Вураки (1947 г.р.), доктор медицинских наук, профессор.
Внук — Андрей Константинович Вураки (16.05.1972 — 04.10.1993), приёмный сын лётчика-космонавта, Героя Советского Союза Бориса Егорова. Будучи студентом 5 курса 2-го ММИ, был убит во время штурма Останкинского телецентра, когда оказывал первую помощь одному из раненых.
Внучка — Наталья Константиновна Вураки (1975 г.р.), врач.